# Ловин, Казимир Петрович
Казими́р Петро́вич Ловин (1893—1937) — один из крупных энергетиков СССР, председатель правления МОГЭС, строитель и первый директор Челябинского тракторного завода, начальник Главэнерго Наркомата тяжелой промышленности СССР.

## Биография
Родился 23 февраля 1893 г. в деревне Сушки Дриссенского уезда Витебской губернии в семье крестьян. Окончил шесть классов реального училища.
С 1907 года жил в Санкт-Петербурге. В 1909—1910 годы работал слесарем костеобжигательного завода.
В 1910—1917 годы трудился помощником монтера-трансформаторщика на электростанциях Санкт-Петербурга.
Член РСДРП с 1910 года.  В 1912 году Казимир Ловин примкнул к большевикам. Участвовал в Октябрьской революции 1917 года.
29 октября 1918 года был избран в состав правления электростанции Петрограда.
С мая 1919 года по декабрь 1920 года  Казимир Ловин служил комиссаром 1-й Государственной петроградской электростанции (бывшего ОЭО). Одновременно — в звании комиссара управлял постройкой электростанции «Уткина Заводь» и радиостанции в «Детском селе».
С ноября 1919 года — член временного правления объединённых электростанций Петрограда.
Декабрь 1920 года —  сентябрь 1921 г. — председатель бюро ОГЭС Петроградского района.
С  августа 1920 года — член коллегии Электроотдела ВСНХ, с 16 августа 1920 г. — председатель правления объединённых электростанций Петроградского района.
В июле 1921 года Казимир Ловин был переведен в Москву.
С января 1922 года — ноябрь 1929 г. — председатель правления треста МОГЭС.
В 1925 году Ловин окончил Московский электромеханический институт по специальности «электрик». В 1926 году стал организатором в МОГЭС  первого в стране диспетчерского пункта.
В ноябре 1929 года Ловин назначен начальником Челябтракторстроя. В 1930 г. с группой специалистов посетил США, где изучал опыт работы фирм «Аллис Чалмерс», «Аллиганс»,«Катерпиллер». Позже Ловин создал в Детройте специальное проектное бюро «Челябинск тракторплэнт». В соавторстве с  Б. А. Барсуковым написал книгу «Современные американские электрические станции» (Москва, 1927).
С сентября 1933 года по  5 марта 1934 года Ловин работал  директором Челябинского тракторного завода. За успехи в развитии тяжелого машиностроения в 1934 году был награждён орденом Ленина. В 1934 году был занесен на доску почета ЧТЗ. Делегат XVII съезда ВКП(б).
С 5 марта 1934 г. — заместитель начальника, 5 апреля 1934 г. — 20 августа 1937 г. — начальник Главэнерго Наркомата тяжелой промышленности СССР.
Арестован 20 августа 1937 года.  1 октября 1937 года Ловин был исключен из членов партии Молотовским РК ВКП(б) Москвы.
Осужден 15 ноября 1937 г. Военной Коллегией Верховного Суда СССР по обвинению в «шпионаже, руководстве троцкистско-бухаринской террористической организацией в Главэнерго и подготовке теракта против Сталина», приговорен  к расстрелу. Расстрелян в Москве (Донское кладбище) 15 ноября 1937 г. Место захоронения — Донское кладбище.

## Семья
Жена — Ловина Анна Андреевна — была арестована как жена «врага народа», осуждена и отбывала наказание в исправительно-трудовом лагере. Реабилитирован 29 августа 1956 г. Военной коллегией Верховного Суда СССР. 15 декабря 1956 г. бюро МГК КПСС отменило решение об исключении К. П. Ловина из партии.

## Память
В городе Челябинске именем Ловина названа улица. В 1999 году на Челябинском тракторном заводе учреждена премия имени К. П. Ловина, которой удостаиваются отличившиеся руководители завода.